# Tribonyx
Tribonyx é um gênero de aves da família Rallidae.
As seguintes espécies são reconhecidas:
- Tribonyx ventralis (Gould, 1837)
- Tribonyx mortierii Du Bus de Gisignies, 1840